# Saint-Hilaire (Górna Loara)
Saint-Hilaire – miejscowość i gmina we Francji, w regionie Owernia-Rodan-Alpy, w departamencie Górna Loara.
Według danych na rok 1990 gminę zamieszkiwało 197 osób, a gęstość zaludnienia wynosiła 13 osób/km² (wśród 1310 gmin Owernii Saint-Hilaire plasuje się na 652. miejscu pod względem liczby ludności, natomiast pod względem powierzchni na miejscu 626.).